# Thalurania colombica
Thalurania colombica là một loài chim trong họ Trochilidae.